# Saint-Victor (Marseille)
Pour les articles homonymes, voir Saint-Victor.
Saint-Victor est un quartier du 7e arrondissement de Marseille situé au sud du Vieux-Port et autour de l'Abbaye de Saint-Victor.